# حامد عطية المالكي
الفريق أوّل طيار ركن حامد عطية خوين المالكي عسكري عراقي، وهو قائد سابق لقوات طيران الجيش العراقي، من مواليد قضاء القرنة في محافظة البصرة سنة 1953. حائز وسام الشرف الفرنسي برتبة فارس.

## حياته العلمية
الشهادات التي حصل عليها:
- بكالوريوس علوم عسكرية / الصنف: مدفعية الميدان / دورة 53 / سنة التخرج: 1974
- بكالوريوس علوم طيران / الصنف: طيار / دورة 19 / سنة التخرج: 1979
- ماجستير علوم عسكرية / الصنف: طيار / دورة 54 / سنة التخرج: 1988
- الدورات التي دخلها: دورة معلمي الطيران / دورة 2 / سنة 1983.

## مسيرته المهنية

### المناصب التي شغلها في الجيش السابق
- آمر فصيل مدفعية
- آمر رف سرب 55 عام 1983
- معاون آمر سرب 55 عام 1984
- آمر سرب 55 عام 1985
- مدير قسم الحركات مديرية طيران الجيش عام 1990
- ضابط ركن حركات جناح طيران الجيش / 3 في البصرة

### المناصب التي شغلها في الجيش الحالي
- مدير حماية منشآت البصرة كانون الأول 2003 تحت أمرة قوات التحالف لغاية عام 2008
- امر مطار البصرة العسكري في وزارة الدفاع
- قائد قاعدة الأمام علي الجوية
- نائب قائد القوة الجوية عام 2009
- قائد طيران الجيش العراقي عام 2011 - 2020

ويمتلك خبرة متراكمة بالطيران على طائرات الهليكوبتر وقام بتدريب التلاميذ الطيارين للطيران الابتدائي والمتقدم ولديه أكثر من 4000 ساعة طيران على طائرات الهليكوبتر الشرقية والغربية
شارك في الحرب العراقية الايرانية وحرب الخليج الثانية وحرب الموصل ومعارك تحرير الرمادي ومعركة تكريت ومعركة تحرير بيجي ومعركة تحرير ديالى ومعركة ناظم التقسيم وذلك من خلال اسناد القطاعات البرية وتوفير الغطاء الجوي في المعارك واستهداف تحركات الارهابيين والعديد من الواجبات الإنسانية في حماية الزائرين للامام الكاظم وزائري كربلاء.

## آراؤه السياسية
كان من أشهر المعارضين لقرار النظام السابق بغزو الكويت وكان يشير إلى ذلك علنًا أثناء الأحاديث والنقاشات مما أدى إلى وضعه تحت المراقبة من قبل السلطات في حينها وتم إبعاده من كافة المناصب الحساسة وتم نقله من منصب مدير قسم الحركات مديرية طيران الجيش إلى ضابط ركن حركات جناح طيران الجيش/3 في البصرة.
بتاريخ 6 يونيو 1991 وبعد الانتفاضة الشعبانية تم إحالته على التقاعد، وبتاريخ 7 أكتوبر 1994 تم إلقاء القبض عليه واودع إلى السجن بسبب اتصاله بالتنظيم العسكري المعارض لنظام صدام عام 1992 ، وبتاريخ 28 مايو 1995 تم إصدار الحكم عليه بالسجن المؤبد وفق المادة (157/أ سياسية) في محكمة الأمن العامة وخفض الحكم إلى 10 سنوات.
أمضى فترة محكوميته في سجن أبو غريب قسم الأحكام الخاصة بعدها صدر العفو السياسي العام وتم إطلاق سراحه في 13 أغسطس 1995 (العفو العام عن السياسين رقم 64 لسنة 1995، مع عقوبات تبعية للحكم وهي طرده من الجيش ومصادرة أمواله المنقولة وغير المنقولة ووضعه تحت المراقبة من قبل العناصر الحزبية والأمنية لحين يوم سقوط النظام في 9 أبريل 2003.